# Edoardo Winspeare
Edoardo Winspeare, né Edoardo Carlo Winspeare Guicciardi le 14 septembre 1965 à Klagenfurt en Autriche,  est un réalisateur et scénariste italien.

## Biographie
Edoardo Carlo Winspeare Guicciardi est le fils d'une famille noble anglo-napolitaine établie en 1708 dans le royaume de Naples puis ayant émigré dans le Salente dans les Pouilles. Il a grandi à Depressa, une petite frazione de la commune de Tricase dans la province apulienne de Lecce, région à laquelle son futur travail au cinéma restera très attaché.

## Filmographie
- 1996 : Pizzicata
- 2000 : Sangue vivo
- 2003 : Il miracolo
- 2008 : Galantuomini
- 2009 : Filia Solis (documentaire)
- 2010 : Sotto il celio azzurro (documentaire)
- 2014 : In grazia di Dio
- 2017 : La vita in comune
- 2019 :  Disperata

## Récompense
- 2009 : prix Sergio-Leone au Festival du film italien d'Annecy, pour l'ensemble de son œuvre.